# William Lake Price

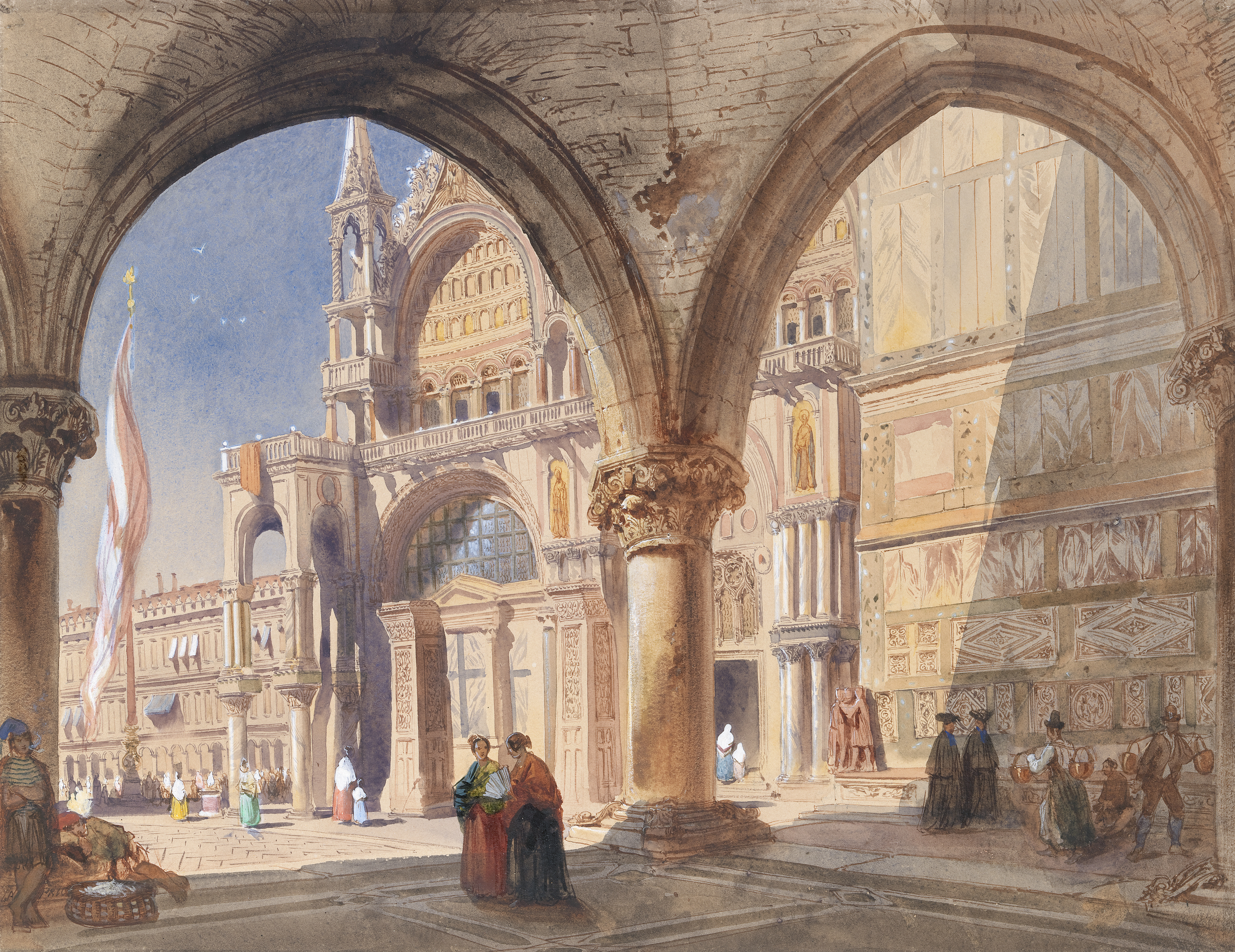
Blick von der Kolonnade am Dogenpalast auf Venedigs Markusdom, Aquarell, 1843, National Gallery of Ireland

William Frederick Lake Price (* 18. Oktober 1810 in London-Marylebone; † 9. Dezember 1896 in Lee, Kent) war ein englischer Aquarellist, Illustrator, Lithograf, Fotograf und Autor.

## Leben

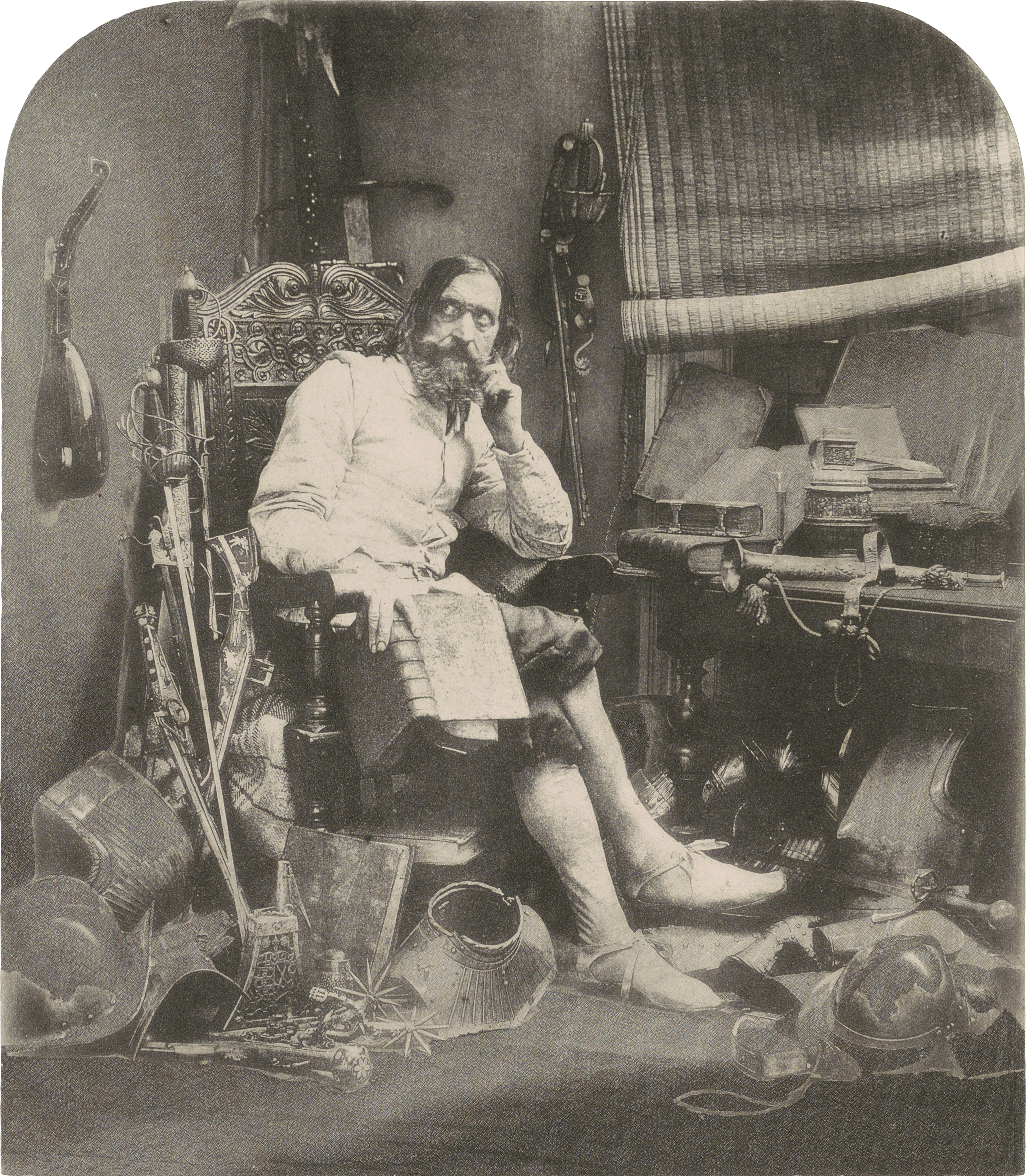
Don Quixote in His Studio, Tableau von William Lake Price nach dem Don-Quijote-Motiv von Adolph Schroedter, London um 1855, als Fotogalvanografie ausgeführt 1857 in Paul Pretschs Photo-Galvano-Graphic Company, heute in der Sammlung der National Gallery of Art, Washington, D.C.

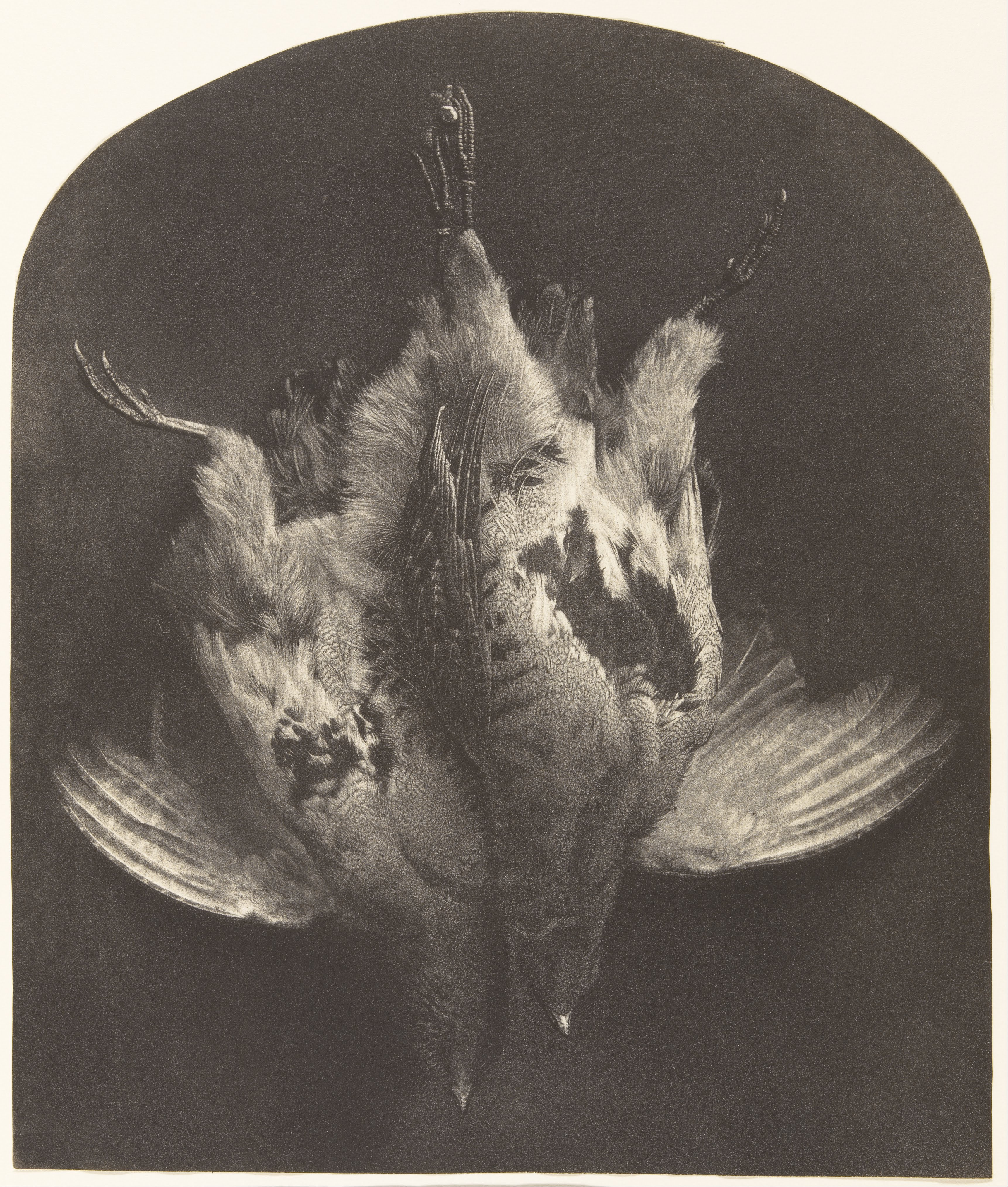
A Brace of Grouse (The First of September), Installation und Fotografie eines Jagdstilllebens mit Rebhühnern von William Lake Price, inspiriert von einem Motiv von Jan Baptist Weenix, 1857 als Fotogalvanografie ausgeführt von Paul Pretschs Photo-Gavano-Graphic Company, heute in der Sammlung des Getty Centers, Los Angeles

Price, Sohn von Francis William Price und seiner Ehefrau, Caroline Matilda Jane Lake, erhielt eine Ausbildung als Architekt bzw. als Zeichner und Maler. Sein früher Werdegang wird auch mit Augustus Welby Northmore Pugin und Peter De Wint (1784–1849) in Verbindung gebracht.
Bekannt wurde er zunächst als Lithograf und Aquarellist von Genre- und Architekturmotiven. In den Jahren 1828 bis 1832 war er in Ausstellungen der Royal Academy of Arts vertreten. Zwischen 1837 und 1857 stellte er in London in der Old Watercolour Society aus. Ab 1839 unternahm er Reisen nach Italien, die ihn insbesondere nach Rom (1839/1840) und Venedig (1841/1842) führten. Darüber hinaus bereiste er Spanien, Portugal, Frankreich, Belgien, die Niederlande, Deutschland und die Schweiz. In Spanien entstanden Skizzen zu einer Serie von Lithografien zum Stierkampf. Hierzu besuchte er Stierkampfarenen in Madrid, Sevilla, Cádiz und anderen Orten. 1852 wurde diese Lithografien veröffentlicht.
Bereits Ende der 1840er beschäftigte er sich mit der Fotografie. 1849 hatte er die Erlaubnis zu fotografischen Aufnahmen in den königlichen Gemächern von Osborne House. Er fotografierte Porträts, Stillleben, Interieurs, Landschaften und Genreszenen, die er in der Photographic Society ausstellte. Dort wurde er bald nach ihrer Gründung Mitglied. Zu seinen bekanntesten Werken zählt das um 1855 entstandene Tableau Don Quixote in His Study, das er 1857 in verschiedenen Fassungen veröffentlichte, darunter auch eine Fotogalvanografie, die er in Paul Pretschs Photo-Galvano-Graphic Comapany ausführen ließ. Indem er darin die Fotografie zum Medium künstlerischer Darstellung erhob, also künstlerische Fotografie betrieb, überraschte er die Fachwelt. Wie gleichzeitig Oscar Gustave Rejlander arrangierte er am lebenden Modell und mit Requisiten Szenen, die künstlerische Darstellungen bekannter Motive der Malerei waren, und fotografierte sie ab. 1856 wurde er autorisiert, mehrere Gemälde von Diego Velázquez im Museo del Prado abzulichten. Im Bereich der Porträtfotografie schuf er um 1857 eine Serie von Bildnissen bekannter Mitglieder der Royal Academy. Auch Prinzen der königlichen Familie gehörten zu seinen Sujets. 
Zu Prices Freunden zählte der Fotopionier Roger Fenton. Beide Freunde zeigten ihre Fotografien im Photographic Album of 1855, einer der ersten fotografischen Publikationen. Beide waren mit ihren Werken auf der für die Fotografie wegweisenden Ausstellung Manchester Art Treasures von 1857 vertreten. Fenton wurde im August 1857 führender Mitarbeiter in der Photo-Galvano-Graphic Company von Paul Pretsch, welcher die Erfindung der Fotogalvanografie 1854 aus Wien nach London gebracht hatte.
Aus gesundheitlichen Gründen zog sich Price Anfang der 1860er Jahre aus der aktiven Fotografie zurück. Seine Fotoausrüstung, Fotografien und Negative wurden im Jahr 1862 verkauft. Er lehrte und schrieb er aber weiterhin über Themen der Fotografie. 1868 trat er erneut mit Fotografien an die Öffentlichkeit. 1891 lebte er in Blackheath.

## Veröffentlichungen

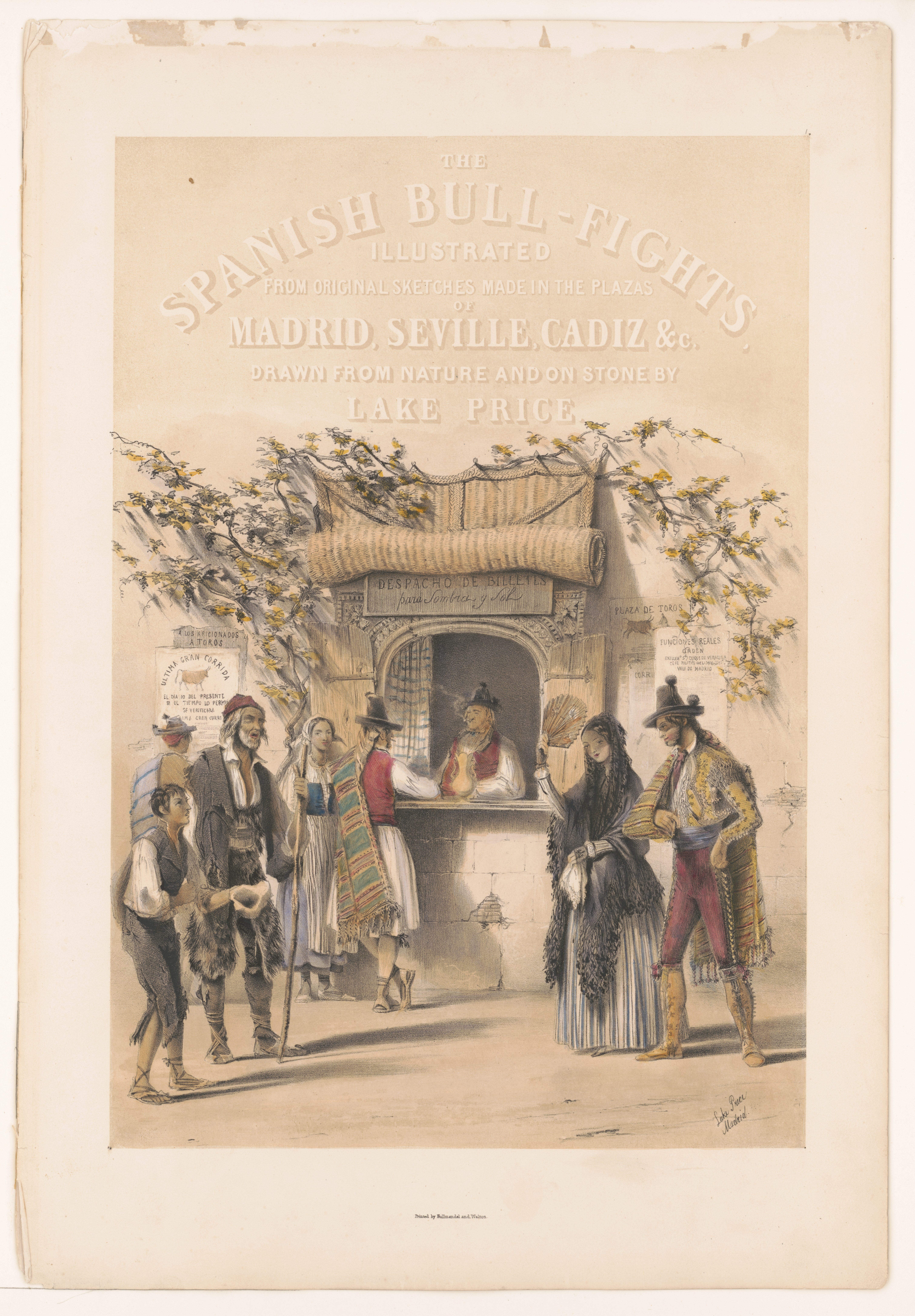
Titelblatt

- Interiors and Exteriors in Venice. Mappe mit Lithografien, T. McLean, London 1843.
- Tauromachia, or the Bull-fights in Spain; illustrated by Twenty-six Plates, representing the most Remarkable Incidents and Scenes in the Arenas of Madrid, Seville, and Cadiz. Mit Vorbemerkungen von Richard Ford, J. Hogarth, London 1852.
- A Manual of Photographic Manipulation. London 1858.
- Composition and Chiar-oscuro. In: The Photographic News, 3 (1860), 4 (1860).
- The Spanish Bull-fights, illustrated from original sketches made in the plazas of Madrid, Seville, Cadiz & c. Hullmandel and Walton, London, zwischen 1860 und 1870.[14]